# Bavaria Champ Car Grand Prix of Holland 2007
Bavaria Champ Car Grand Prix of Holland 2007 var den tolfte deltävlingen i Champ Car 2007. Racet kördes den 2 september på Assen TT Circuit i Nederländerna. Justin Wilson tog sin första seger för säsongen, vilket gjorde att han avancerade till andra plats i mästerskapet. Jan Heylen tog en överraskande andraplats, medan Bruno Junqueira slutade trea. Sébastien Bourdais hade en mindre lyckad dag med en sjundeplats, men stärkte snarare än tappade greppet om mästerskapet, sedan Robert Doornbos haft en ännu sämre dag. Wilson var nu tvåa, men var tvungen att hoppas på ett mirakel för att Bourdais skulle förlora titeln.

## Slutresultat
| Plats | Förare             | Team                      | Grid | Kvaltid  |
| ----- | ------------------ | ------------------------- | ---- | -------- |
| 1     | Justin Wilson      | RuSPORT                   | 2    | 1.19,710 |
| 2     | Jan Heylen         | Conquest Racing           | 7    | 1.19,412 |
| 3     | Bruno Junqueira    | Dale Coyne Racing         | 11   | 1.19,813 |
| 4     | Tristan Gommendy   | PKV Racing                | 3    | 1.19,025 |
| 5     | Neel Jani          | PKV Racing                | 4    | 1.19,302 |
| 6     | Simon Pagenaud     | Team Australia            | 5    | 1.19,353 |
| 7     | Sébastien Bourdais | Newman/Haas Racing        | 1    | 1.18,765 |
| 8     | Oriol Servià       | Forsythe Racing           | 13   | 1.20,033 |
| 9     | Graham Rahal       | Newman/Haas Racing        | 6    | 1.19,373 |
| 10    | Ryan Dalziel       | Pacific Coast Motorsports | 15   | 1.20,744 |
| 11    | Dan Clarke         | Minardi Team USA          | 10   | 1.19,718 |
| 12    | Katherine Legge    | Dale Coyne Racing         | 14   | 1.20,548 |
| 13    | Robert Doornbos    | Minardi Team USA          | 9    | 1.19,612 |
| 14    | Will Power         | Team Australia            | 8    | 1.19,415 |
| 15    | Alex Tagliani      | Rocketsports Racing       | 12   | 1.19,934 |
| 16    | Alex Figge         | Pacific Coast Motorsports | 16   | 1.21,039 |
| 17    | Paul Tracy         | Forsythe Racing           | 17   | 1.22,936 |